# 扎基普齊
49°6′25″N 23°4′41″E / 49.10694°N 23.07806°E
扎基普齊（烏克蘭語：Закіпці），是烏克蘭西部的村莊，隸屬利維夫州的桑比爾區。該村始建於1989年，面積0.6平方公里，2001年人口588，人口密度每平方公里980人。